# Hugo Arillo Vázquez
Hugo Arillo Vázquez (Elche, 28 de febrero de 2002) es un deportista español que compite en taekwondo.
Ganó una medalla de plata en el Campeonato Mundial de Taekwondo de 2023, en la categoría de –54 kg. En los Juegos Europeos de Cracovia 2023 consiguió una medalla de oro en la misma categoría.

## Palmarés internacional
| Campeonato Mundial | Campeonato Mundial      | Campeonato Mundial | Campeonato Mundial |
| Año                | Lugar                   | Medalla            | Categoría          |
| ------------------ | ----------------------- | ------------------ | ------------------ |
| 2023               | Bakú (Azerbaiyán)       | Medalla de plata   | –54 kg             |
| Juegos Europeos    |                         |                    |                    |
| Año                | Lugar                   | Medalla            | Categoría          |
| 2023               | Krynica-Zdrój (Polonia) | Medalla de oro     | –54 kg             |